# Béhuard
Béhuard település Franciaországban, Maine-et-Loire megyében. Lakosainak száma 119 fő (2022. január 1.). Béhuard Savennières, Denée, La Possonnière és Rochefort-sur-Loire községekkel határos.

## Népesség
A település népességének változása:
| Lakosok száma | 85   | 93   | 94   | 127  | 119  | 120  | 125  | 125  | 126  | 119  |
|               | 1968 | 1982 | 1990 | 2006 | 2013 | 2015 | 2017 | 2019 | 2020 | 2022 |